# 1,2-dibromoetano
Il 1,2-dibromoetano, o dibromuro di etilene, è un alogenuro alchilico di formula Br-CH2-CH2-Br, isomero del 1,1-dibromoetano, nella cui struttura una molecola di etano è stata sostituita con un atomo di bromo su ciascun carbonio. Appare come un liquido incolore e dall'odore caratteristico, che imbrunisce se esposto alla luce, poco solubile in acqua ma miscibile con la maggior parte dei solventi organici. Caduto in disuso come pesticida a causa dell'elevata tossicità, la sostanza è utilizzata principalmente nel campo della chimica industriale come intermedio della sintesi di coloranti, resine, cere e gomme.

## Struttura
Il 1,2-dibromoetano può esistere in diversi isomeri conformazionali, dal momento che il legame singolo C-C è libero di ruotare sul proprio asse. L'ingombro sterico dato dai due atomi di bromo fa sì che il conformero a minore energia, ovvero il più stabile, sia il conformero sfalsato anti, in cui i due bromi si trovano geometricamente più distanti.
In ordine di energia crescente, dal più stabile al più instabile, si hanno i conformeri sfalsato anti, sfalsato gauche, eclissato e pienamente eclissato.
| conformero           | angolo     | energia       |
| sfalsato anti        | 60°        | 0.75 Kcal/mol |
| sfalsato gauche      | 180°, 300° | 0.94 Kcal/mol |
| eclissato            | 0°, 120°   |               |
| pienamente eclissato | 240°       |               |

Le conformazioni che la molecola può assumere sono in realtà più di quattro, infatti esistono un secondo conformero sfalsato gauche ed un secondo conformero eclissato, la cui differenza sta però solo nell'assetto geometrico e non nel livello energetico.

## Sintesi
Il 1,2-dibromoetano viene comunemente ottenuto facendo reagire l'etilene col bromo molecolare. La reazione può avvenire in soluzione o in fase gassosa, e possono essere utilizzati acidi liberi come catalizzatori:
CH2=CH2 + Br2 → Br-CH2-CH2-Br

## Utilizzi
Il dibromuro di etilene veniva utilizzato in passato come additivo nella benzina contenente piombo, utilizzo abbandonato con l'avvento della benzina verde. Fino al 1984, negli Stati Uniti, veniva inoltre utilizzato come fumigante nelle coltivazioni contro insetti, parassiti e nematodi, prima che ne fosse proibito l'uso dall'EPA a causa dell'elevata tossicità del composto, sia per l'uomo che per l'ambiente. La sostanza trova ancora impiego nel trattamento del legname per le disinfestazioni da termiti e scolitidi e come reagente nelle sintesi industriali.

## Tossicità
La sua tossicità è legata al metabolismo che subisce nell'organismo.
Esso infatti subisce un metabolismo a livello epatico CYP-dipendente attraverso il quale viene coniugato con il Glutatione mediante la Glutatione S-transferasi.
Il suo metabolismo porta quindi alla sua coniugazione con S-Glutatione e al distacco dei due alogeni (Br) con formazione di un anello episulfonico. Questa molecola è in grado di attraversare le membrane cellulari e legarsi covalentemente al Dna, con conseguente possibile inizio di processi cancerogenici.